# Lahsasna
Lahsasna (franska: Lahsasna (CR), Lahsasna (Commune Rurale), arabiska: لغنيميين) är en kommun i Marocko.   Den ligger i provinsen Settat och regionen Casablanca-Settat, i den norra delen av landet, 120 km sydväst om huvudstaden Rabat. Antalet invånare är 9 495.